# Paraphareus tatei
Paraphareus tatei is een hooiwagen uit de familie Stygnidae.